# Laveyron
Laveyron település Franciaországban, Drôme megyében. Lakosainak száma 1253 fő (2022. január 1.). Laveyron Andance, Sarras, Andancette, Beausemblant, Saint-Barthélemy-de-Vals, Saint-Uze és Saint-Vallier községekkel határos.

## Népesség
A település népességének változása:
| Lakosok száma | 601  | 766  | 795  | 913  | 1107 | 1145 | 1187 | 1232 | 1239 | 1253 |
|               | 1968 | 1982 | 1990 | 2006 | 2013 | 2015 | 2017 | 2019 | 2020 | 2022 |